# Pauline Parker
Pauline Yvonne Parker (* 26. Mai 1938 in Christchurch, Neuseeland) ist eine neuseeländische Reitlehrerin, die durch den Mord an ihrer Mutter Honora Parker und dessen spätere filmische Verarbeitung bekannt wurde. Sie tötete ihre Mutter am 22. Juni 1954 zusammen mit ihrer Freundin Juliet Hulme (bekannt als Anne Perry). Als Grund für den Mord gaben sie an, dass Juliet mit ihrem Vater nach Südafrika auswandern sollte, Pauline jedoch von ihrer Mutter verboten wurde, ihre Freundin dorthin zu begleiten.

## Leben
Pauline Parker wurde als drittes von vier Kindern von Herbert Detlev Rieper (1894–1981) und Honora Mary Parker (1909–1954) geboren. Ihr älterer Bruder war 1936 kurz nach der Geburt gestorben. 1937 wurde die Schwester Wendy Patricia geboren. 1949 kam das vierte Kind zur Welt, Rosemary, die mit dem Down-Syndrom geboren wurde und in einem Heim aufwuchs. Herbert Rieper stammte aus Tasmanien, hatte aber deutsche Wurzeln. Honora Parker war gebürtige Engländerin, die 1927 mit ihrer Mutter nach Neuseeland ausgewandert war.  
Während des Gerichtsverfahrens wurde aufgedeckt, dass ihre Eltern nie geheiratet hatten, weshalb Parker als Pauline Parker, dem Geburtsnamen ihrer Mutter, verurteilt wurde. Der Vater hatte 1915 während seiner Stationierung als Soldat in Kairo die 13 Jahre ältere Engländerin Louise McArthur geheiratet und zwei Kinder mit ihr bekommen. Er lernte Honora Parker um 1928 kennen und verließ seine Familie. Seine Ehe wurde jedoch nie geschieden. 
Nach dem Ende ihrer Haftstrafe 1959 verbrachte Parker einige Zeit unter strenger Beobachtung durch die Behörden in Neuseeland. Nachdem sie 1965 schließlich die Erlaubnis erhalten hatte, nach England auszureisen, ließ sie sich in dem kleinen Ort Hoo nahe Strood in der Grafschaft Kent unter dem Namen Hilary Nathan nieder und eröffnete eine Reitschule. 1997 deckte ein neuseeländischer Journalist ihre Identität auf; in der Folge zog Nathan (Parker) auf die Orkneyinseln.
Heute ist Pauline Parker eine gläubige Katholikin und bereut den Mord nach eigenen Angaben zutiefst.

## Der Mord
Am 22. Juni 1954 ermordeten die beiden Mädchen Honora Parker mit einem Ziegelstein, den sie in einen Strumpf gesteckt hatten. Sie gaben zunächst an, Honora wäre hingefallen, dies wurde jedoch schnell durch die 45 Wunden am Kopf der Mutter widerlegt.
Beide Mädchen wurden in Christchurch vor Gericht für schuldig befunden. Da sie jedoch das notwendige Alter für die Todesstrafe noch nicht erreicht hatten, mussten sie eine fünfjährige Gefängnisstrafe absitzen und wurden dann mit der Auflage, sich nie wieder zu sehen, aus der Haft entlassen.

## Filmische Aufarbeitung
Die Geschichte der beiden Mädchen wurde 1994 von Peter Jackson unter dem Namen Heavenly Creatures verfilmt. Pauline wurde von Melanie Lynskey, Juliet von Kate Winslet gespielt.